# Vergonya de volar

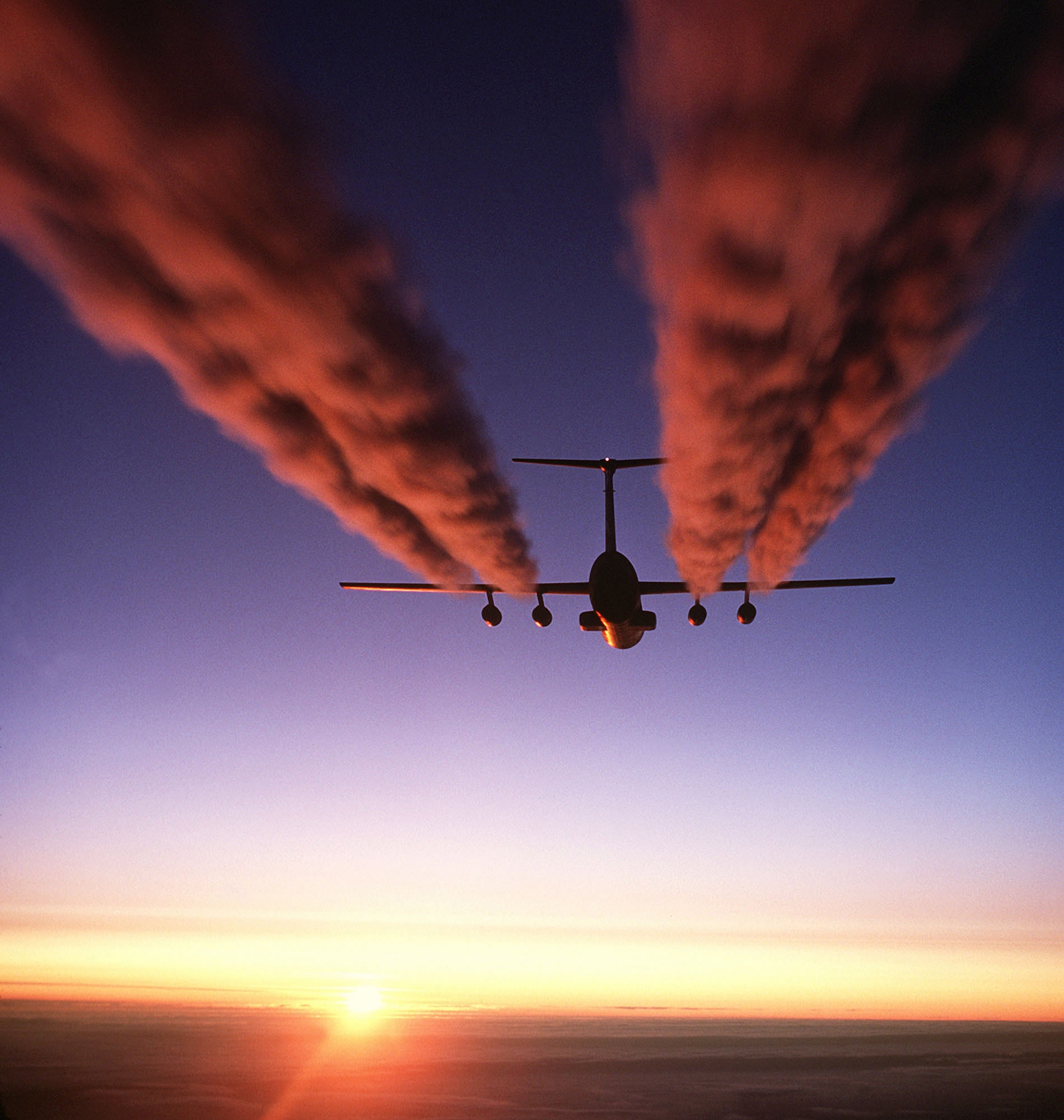
Esteles de vapor d'un C-141 Starlifter sobre l'Antàrtida

La vergonya de volar és el sentiment de culpa davant els sabuts efectes ambientals nocius del transport aeri i la seva influència en el canvi climàtic i el fenomen de les persones que busquen alternatives a l'avió. Forma part del moviment social pel transport alternatiu, que busca el desenvolupament de polítiques i tecnologies en favor de la neutralitat de carboni en el transport aeri i el desús de vehicles motoritzats que siguin propulsats per combustibles fòssils.
A Suècia s'anomena flygskam i va començar com una iniciativa proposada per l'activista Maja Rosén que va deixar de volar el 2008 «per raons ambientals». Greta Thunberg va fer-se'n ressò el 2015 i aquell mateix any va convèncer la seva mare, la mezzosoprano Malena Ernman, perquè renunciés a viatjar en avió en les seves gires internacionals.
El novembre de 2019 els vols interiors de Suècia van baixar un 11% i els d'Alemanya un 12%, essent un factor important d'aquests descensos la «vergonya de volar».
Els actuals prototips d'aeronaus propulsades per energies renovables, com els projectes d'aeronaus elèctriques, encara es troben en fase de proves i de desenvolupament, no trobant-se amb la capacitat tècnica i de seguretat necessària per a vols comercials.